# Ərəbyengicə
Ərəbyengicə è un comune dell'Azerbaigian situato nel distretto di Şərur. 894